# Alexandria (Cap-Oriental)
Alexandria est un village d'Afrique du Sud situé dans la province du Cap-Oriental et géré par la municipalité locale de Ndlambe dans le district de Sarah Baartman.

## Localisation
Alexandria est situé sur la route R72 à 100 km au nord-est de Port Elizabeth et à 50 km à l'ouest de Port Alfred.

## Quartiers
Alexandria se divise en 2 secteurs : un grand quartier semi urbain, peu peuplé comprenant le centre-ville (moins de 800 habitants habitants, majoritairement blancs) et un petit quartier à forte population coloured, Wentzel Park, où réside la majorité de la population. 
Le township de KwaNonkqubela, situé au sud-est d'Alexandria, n'est pas incorporé dans la ville et est directement géré par la municipalité locale.

## Démographie

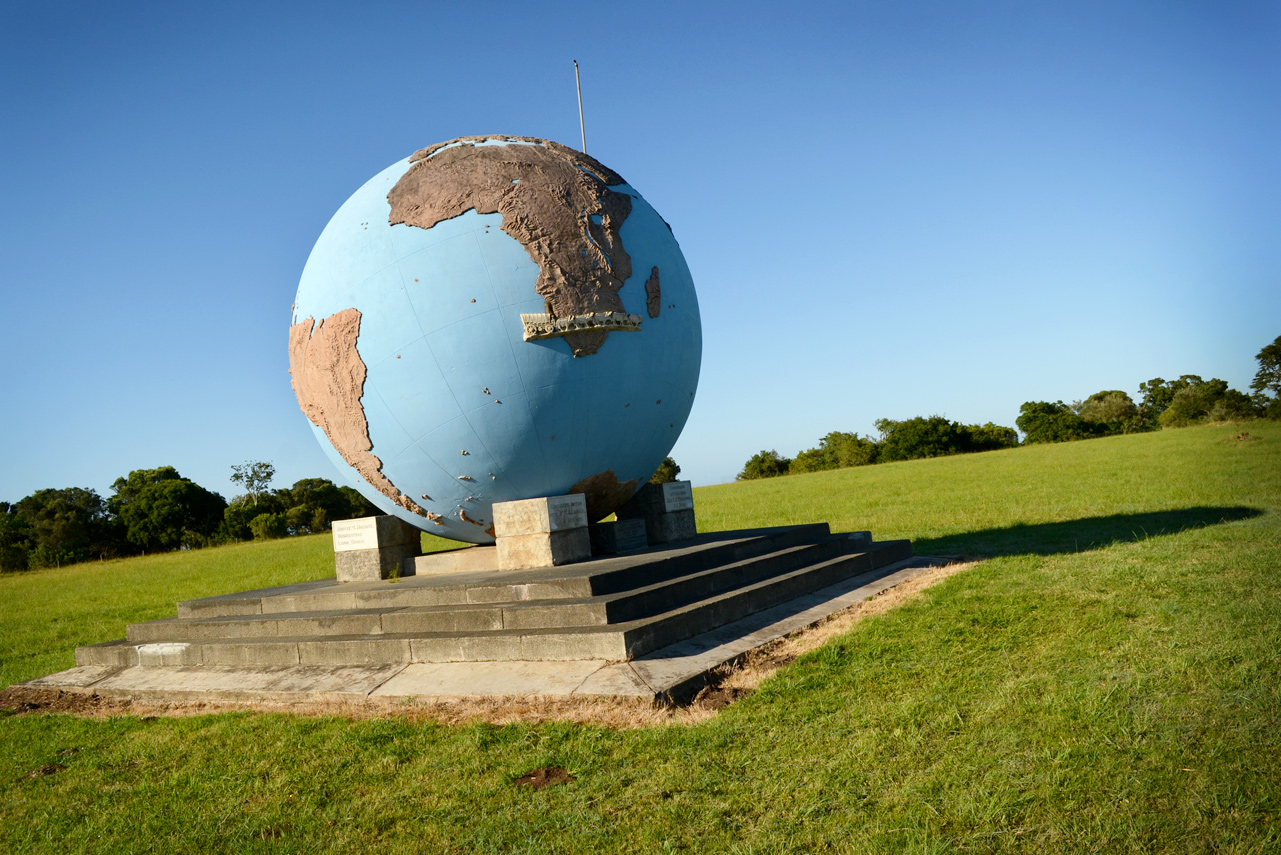
Le Karel Landman Memorial (1939), situé à 40 km au nord-ouest d'Alexandria, est un monument de Gerard Moerdijk dédié aux Voortrekkers et au Grand Trek.

Selon le recensement de 2011, Alexandria compte 3 375 habitants (48,27 % de coloured, 34,58 % de noirs et 15,56 % de blancs). 
L'afrikaans est la langue maternelle majoritairement utilisée par la population locale (61,23 %) devant l'isiXhosa (27,23 %).
La petite zone urbaine comprenant Alexandria et le township de KwaNonkqubela (6 710 habitants, 99 % de Noirs) porte la population de la localité à 10 085 habitants (77,4 % de noirs, 16,3 % de coloureds et 5,2 % de blancs), majoritairement de langue isiXhosa (72,8 %) et afrikaans (20,3 %).

## Historique
La région d'Alexandria, gérée par les autorités de la colonie du Cap à la fin du XVIIIe siècle, est d'abord connue sous le nom d'Olifantshoek (lieu aux éléphants en afrikaans). Karel Landman, un fermier vit dans la région jusqu’en 1837 puis participe au grand Trek et à la bataille de Blood River où il est commandant en second des forces boers (un monument commémoratif sera érigé en 1938 à mi-chemin entre les villages d'Alexandria et de Paterson).
En 1856, l'église réformée hollandaise décide d'installer une paroisse pour les besoins de la communauté agricole locale. Olifantshoek devint cette paroisse et est rebaptisé Alexandria en 1873 en l'honneur du révérend Alexander Smith qui avait tenu des offices religieux réguliers pour la communauté Olifantshoek après son arrivée d'Écosse en 1823.
Olifantshoek/Alexandria est aussi marquée par la figure de Nongqawuse, une prophétesse Xhosa qui vit sur une ferme des environs des années 1860 jusqu'à sa mort en 1898. À 14 ans, en 1857, cette jeune fille Xhosa exhorta son peuple à brûler ses récoltes et tuer leur bétail en vue de leur libération des colons blancs, provoquant alors une famine meurtrière. 

## Industrie et tourisme
Alexandria est une région de  production de chicorée, d'ananas et d'élevage laitier. La région comprend également une forêt indigène vierge bordant une zone de dunes. 
La réserve naturelle de Woody Cape, qui s'étend de l'embouchure de la rivière Sundays à l'embouchure de la rivière Bushman, a été intégrée au Parc national des Éléphants d'Addo.